# Joana Garcia Grenzner
Joana García Grenzner (Madrid, 1977) es una activista feminista, investigadora, periodista y profesora universitaria española especializada en comunicación con perspectiva de género, clase social y etnia. 

## Biografía
Joana García Grenzne es docente del Máster de Género y Comunicación de la Universidad Autónoma de Barcelona y es miembro de ORIGEN (Observatorio Regular de la Igualdad de Género en Noticiarios).
Además es coautora investigaciones entre otras: 
- Hilos feministas: siguiendo el hilo del movimiento feminista en Cataluña.[2]
- Sabers i Pràctiques Feministes: una aproximación al movimiento feminista catalán.[3]
- La economía será solidaria si es feminista.[4]

Cofundadora de La independent-Agencia de Noticias con Visión de Género y de la Agencia 8M, creada para cubrir la huelga feminista.
Escribe habitualmente en Pikara Magazine, revista feminista online, y ha colaborado con Crític, TV3, Catalunya Ràdio, La Directa, El Periódico, Gara, El Salto - Diagonal y otros medios.